# Episodi di Heartland (settima stagione)
La settima stagione di Heartland è andata in onda sul canale canadese CBC dal 6 ottobre 2013 al 13 aprile 2014. 
In Italia, la stagione è stata trasmessa in prima visione da Rai 2 dal 3 al 14 novembre 2014.
| nº | Titolo originale             | Titolo italiano                  | Prima TV Canada  | Prima TV Italia  |
| -- | ---------------------------- | -------------------------------- | ---------------- | ---------------- |
| 1  | Picking Up the Pieces        | Il cavallo del Principe          | 6 ottobre 2013   | 3 novembre 2014  |
| 2  | Living in the Moment         | Alla ricerca dei pick-up perduti | 13 ottobre 2013  | 4 novembre 2014  |
| 3  | Wrecking Ball                | Salvare il Meggie's              | 20 ottobre 2013  | 4 novembre 2014  |
| 4  | The Penny Drops              | Tempo di cambiare                | 27 ottobre 2013  | 5 novembre 2014  |
| 5  | Thread the Needle            | Un buon equilibrio               | 3 novembre 2013  | 5 novembre 2014  |
| 6  | Now or Never                 | La casa delle bambole            | 10 novembre 2013 | 6 novembre 2014  |
| 7  | Best Man                     | Il progetto di scienze           | 17 novembre 2013 | 6 novembre 2014  |
| 8  | Hotshot                      | Tutti a pesca!                   | 1º dicembre 2013 | 7 novembre 2014  |
| 9  | There but for Fortune        | I segreti di mamma               | 8 dicembre 2013  | 7 novembre 2014  |
| 10 | Darkness and Light           | Luci e ombre                     | 12 gennaio 2014  | 10 novembre 2014 |
| 11 | Better Days                  | Ricominciar e                    | 19 gennaio 2014  | 11 novembre 2014 |
| 12 | Walking Tall                 | Brutalità                        | 26 gennaio 2014  | 11 novembre 2014 |
| 13 | Lost Highway                 | Nostalgia                        | 9 marzo 2014     | 12 novembre 2014 |
| 14 | Things We Lost               | Persi tra i boschi               | 16 marzo 2014    | 12 novembre 2014 |
| 15 | Smoke 'n' Mirrors            | Questione di età                 | 23 marzo 2014    | 13 novembre 2014 |
| 16 | The Comeback Kid             | La scommessa                     | 30 marzo 2014    | 13 novembre 2014 |
| 17 | On the Line                  | Difficili novità                 | 6 aprile 2014    | 14 novembre 2014 |
| 18 | Be Careful What You Wish For | Desideri esauditi                | 13 aprile 2014   | 14 novembre 2014 |